# Scaramouche (1952)
Scaramouche is een Amerikaanse mantel-en-degenfilm in Technicolor uit 1952 onder regie van George Sidney. De film is losjes gebaseerd op het gelijknamige boek uit 1921 van Rafael Sabatini alsmede de verfilming uit 1923.

## Verhaal
In Frankrijk, vlak voor het uitbreken van de Franse Revolutie, vraagt koningin Marie Antoinette haar neef Noel, de markies De Maynes, om de identiteit te achterhalen van "Marcus Brutus", een gevaarlijke pamfletschrijver die de aristocratie haat.
Ondertussen ontvoert André Moreau zijn geliefde Lenore om te voorkomen dat ze met een andere man trouwt. Naderhand ontdekt Moreau dat hij de zoon van de graaf van Gavrillac is. Op reis loopt Moreau Aline de Gavrillac tegen het lijf. Ze voelen zich sterk tot elkaar aangetrokken, maar Moreau's enthousiasme koelt plotseling af als hij ontdekt dat zij zijn halfzus is. Hij verbergt die informatie voor haar, mede uit medeleven nadat hij verneemt dat de graaf van Gavrillac onlangs is overleden.
Bij toeval ontdekt De Maynes de identiteit van Marcus Brutus en verwondt hem dodelijk bij een duel. Moreau probeert zijn overleden vriend te wreken, maar maakt geen schijn van kans tegen de ervaren zwaardvechter. Nadat De Maynes hem verschillende keren gemakkelijk ontwapend heeft, verkiest Moreau discretie boven moed en vlucht voor zijn leven, waarbij hij zweert De Maynes te doden op dezelfde manier waarop hij de Valmorin doodde.
Achtervolgd door de handlangers van De Maynes, geleid door de Chevalier de Chabrillaine, verschuilt Moreau zich in de commedia dell'arte-groep waarin Lenore optreedt. Gedwongen om zichzelf te vermommen als het personage Scaramouche, ontdekt hij een verborgen talent als artiest. Moreau zoekt wraak en gaat op zoek naar de scherminstructeur van de Maynes, Doutreval, en traint wekenlang ijverig in het geheim, terwijl hij ook optreedt met de groep. De Maynes verschijnt echter tijdens een dergelijke trainingssessie en ze vechten voor een tweede keer. Moreau is nog steeds overweldigd en wordt alleen gered door de onverwachte aankomst van Aline, waardoor Moreau kan ontsnappen (met de hulp van Doutreval).
Moreau gaat op zoek naar de leraar van Doutreval, Perigore, en neemt het gezelschap voor dat doel mee naar Parijs. Daar roept Dr. Dubuque, een plaatsvervanger van de nieuwe Nationale Vergadering, hem op tot hulp. De aristocraten in de vergadering doden systematisch de afgevaardigden die het gewone volk vertegenwoordigen door hen tot duels uit te lokken. Moreau is niet geïnteresseerd, totdat Dubuque vermeldt dat De Maynes een van de duellisten is; daarop aanvaardt hij gretig de zetel van een overleden plaatsvervanger. Elke dag verschijnt hij op de vergadering om De Maynes uit te dagen, maar hij merkt dat zijn vijand afwezig is vanwege triviale maar officiële taken, georganiseerd door Aline en Lenore, die samenwerken om de man van wie ze allebei houden te beschermen. Andere edelen in de Nationale Vergadering staan echter te popelen om de nieuwkomer te bevechten en dagen hem dagelijks uit. Moreau wint elke keer.
Ondertussen verlooft De Maynes zich met Aline. Op aanraden van de Chabrillaine wonen ze een optreden van De Binet Troupe bij, waar Andre zijn kans op wraak grijpt. De twee mannen gaan een langdurig duel aan (naar verluidt het langste in de filmgeschiedenis met ongeveer zeven minuten) dat zich uitstrekt door het theater en uiteindelijk weer op het podium zelf. Uiteindelijk heeft Moreau De Maynes aan zijn genade overgeleverd; Moreau laat de Maynes bebloed maar levend achter.
Later leert Moreau van Philippe's vader dat zijn vader niet de graaf van Gavrillac is, maar eerder de oude markies De Maynes, de vriend van de graaf van Gavrillac; Noel, de man die hij niet kon doden, is zijn halfbroer. Hij realiseert zich dan dat hij toch geen familie is van Aline, dus ze kunnen trouwen. Lenore, nadat ze hem haar zegen heeft gegeven, troost zichzelf met een zekere Corsicaanse officier.

## Rolverdeling

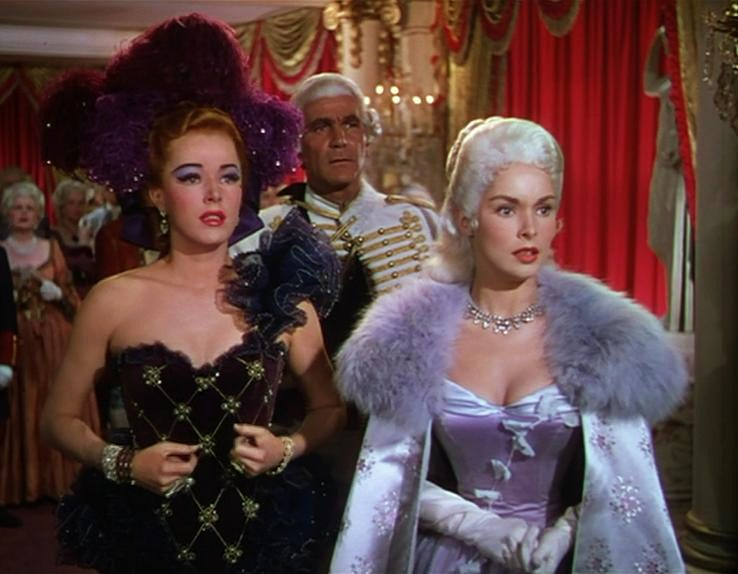
Eleanor Parker, Henry Wilcoxon & Janet Leigh

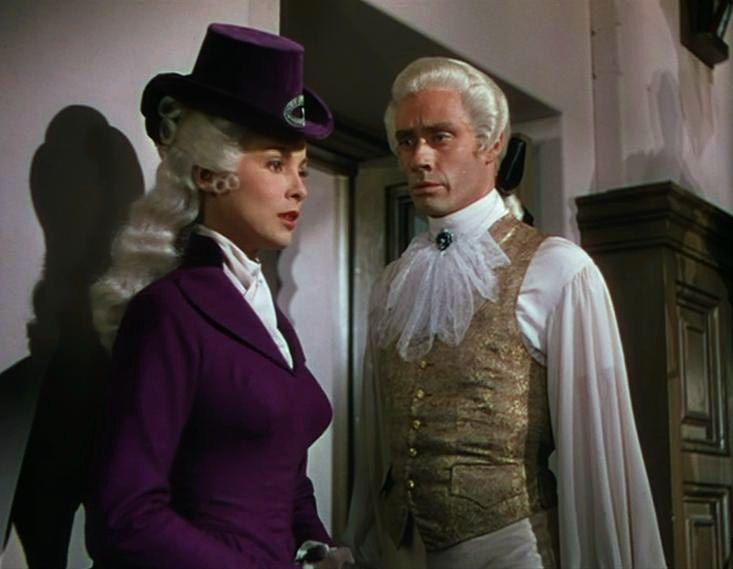
Janet Leigh & Mel Ferrer

| Acteur                          | Personage                       |
| ------------------------------- | ------------------------------- |
| Stewart Granger                 | Andre Moreau                    |
| Eleanor Parker                  | Lenore                          |
| Janet Leigh                     | Aline de Gavrillac de Bourbon   |
| Mel Ferrer                      | Noel, Marquis de Maynes         |
| Henry Wilcoxon                  | Chevalier de Chabrillaine       |
| Nina Foch                       | Marie Antoinette van Oostenrijk |
| Richard Anderson                | Philippe de Valmorin            |
| Robert Coote                    | Gaston Binet                    |
| Lewis Stone                     | Georges de Valmorin             |
| Elisabeth Risdon                | Isabelle de Valmorin            |
| Howard Freeman                  | Michael Vanneau                 |
| Curtis Cooksey as Lawyer Fabian |                                 |
| John Dehner                     | Doutreval van Dijon             |
| John Litel                      | Dr. Dubuque                     |
| Owen McGiveney                  | Punchinello                     |

## Achtergrond
De filmstudio Metro-Goldwyn-Mayer plande de verfilming al in de jaren '30, maar het duurde meer dan 15 jaar voordat de film tot stand kwam. Aanvankelijk zou de film een musical worden met Gene Kelly, Ava Gardner en Elizabeth Taylor in de hoofdrollen. Ook Fernando Lamas and Ricardo Montalbán werden overwogen voor de hoofdrollen. Toen werd besloten dat de film hoofdzakelijk een avonturenfilm zou worden in plaats van een musical, werd de cast vervangen.
Stewart Granger werd aangesteld in de rol van Andre Moreau na het behalen van een groot succes met King Solomon's Mines (1950). Gardner en Taylor werden vervangen door Eleanor Parker en Janet Leigh. Parker verfde haar haar rood voor de film. In een later interview vertelde Parker dat Stewart Granger vanuit al haar mannelijke tegenspelers haar minst favoriete was en noemde hem een "verschrikkelijke man".